# Nationalpark Aspromonte
Nationalpark Aspromonte ligger i den sydlige del af Appenninerne, i regionen Calabrien, Italien.
Nationalparken ligger nær havet, og omfatter bjergtoppe der når op i nærheden af 2.000 meters højde (Montalto er 1.955 m).
Parken krydses af adskillige vandløb, og huser vigtige arter som ulv, vandrefalk, stor hornugle og duehøg. Det meste af området er domineret af skove med bøgetræer, ædelgraner, sortfyr, steneg, kastanje og middelhavsmaki. Her lever også et par sjældne arter som høgeørn og en tropisk bregne, Woodwardia radicans.
Parken der er omgivet af Middelhavet rummer også historiske, arkæologiske og kunstneriske værdier.